# American International Pictures

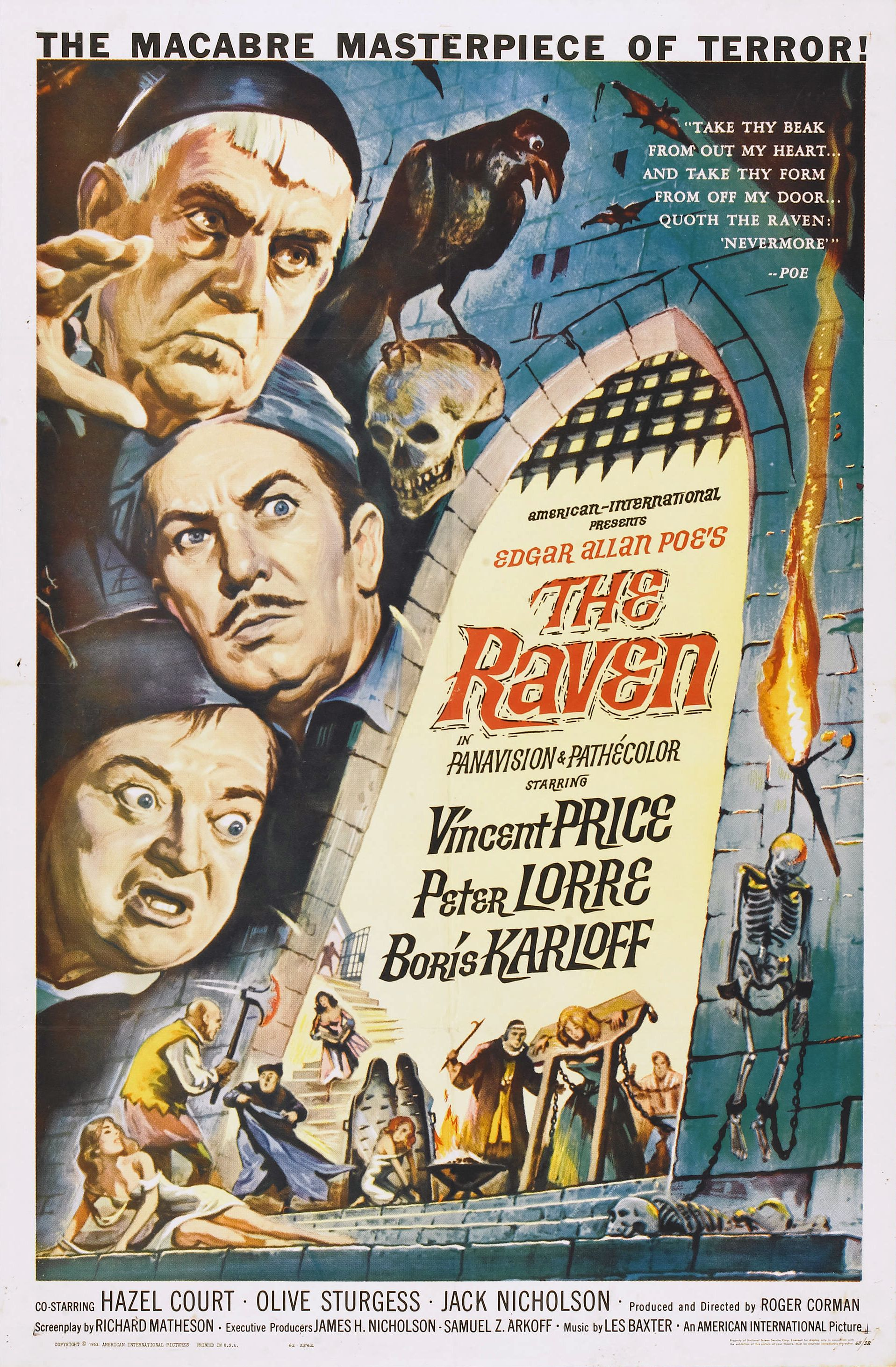
The Raven (1963)

American International Pictures foi uma companhia cinematográfica estadunidense fundada em abril de 1956, desdobrada da American Releasing Corporation (ARC), por James H. Nicholson, ex-gerente comercial da Realart Pictures, e Samuel Z. Arkoff, um advogado da área de entretenimento. O objetivo inicial era produzir filmes independentes, de baixo orçamento e geralmente destinados ao público adolescente das décadas de 1950, 1960 e 1970. Nicholson e Arkoff haviam organizado a ARC em 1955 e seu primeiro produto fora o filme The Fast and the Furious.
Nicholson e Arkoff eram os produtores executivos enquanto Roger Corman e Alex Gordon eram os principais produtores do estúdio e, algumas vezes, diretores. O roteirista Charles B. Griffith escreveu os primeiros filmes, junto com o cunhado de Arkoff, Lou Rusoff. Mais tarde, outros roteiristas como Ray Russell, Richard Matheson e Charles Beaumont assumiram as produções. Floyd Crosby, câmera ganhador do Oscar por High Noon e conhecido também por uma série de documentários exóticos foi o diretor de fotografia. O inovador uso de cores surrealistas e lentes com ângulos estranhos deram a AIP um visual próprio. Os primeiros monstros de roupas de borracha e as miniaturas de Paul Blaisdell eram o destaque dos filmes de ficção científica da AIP. A companhia contratou Les Baxter e Ronald Stein para comporem as trilhas sonoras.

## Audiência adolescente
Após muitos dos primeiros filmes da ARC/AIP darem prejuízos, Arkoff pesquisou entre os exibidores e percebeu o valor do público adolescente uma vez que os adultos preferiam assistir televisão. A AIP parou com os faroestes conforme explicado por Arkoff: "Para competir com os faroestes televisivos os nossos filmes tinham que ser coloridos, com grandes estrelas e orçamento de dois milhões de dólares".
A AIP pesquisava o que os adolescentes queriam assistir e com as respostas escolhia os títulos, atores e conteúdo das histórias. A AIP queria saber dos exibidores (responsáveis por 20% do capital da AIP) o que eles achavam de um determinado título e então colocavam um roteirista para escrever a história. A sequência de tarefas de uma produção típica envolvia um grande título, um artista como Albert Kallis para supervisionar todo o trabalho artístico (de 1955-1973) e era criado um dinâmico e chamativo cartaz antes do dinheiro entrar e finalmente era preparado o roteiro e escolhido o elenco do filme.

## A "fórmula ARKOFF"
Samuel Z. Arkoff descreveu sua fórmula para produzir sucessos de baixo orçamento, durante uma entrevista em um talk show na década de 1980. Suas metas para o filme incluem:
- Ação (excitação, entretenimento dramático)
- Revolução (novelas ou temas e ideias controversas)
- Killing/Mortes (destaque para a violência)
- Oratória (diálogos e falas caprichados)
- Fantasia (familiares à audiência)
- Fornicação (apelo sexual para os adultos jovens)

Mais tarde  o departamento de publicidade da AIP desenvolveu uma estratégia chamada "Síndrome de Peter Pan":
Se,
a) uma criança pequena queria assistir tudo que as mais velhas assistiam; 

b) uma criança mais velha não queria assistir a tudo que as pequenas assistiam;

c) uma garota queria assistir qualquer coisa que os garotos assistiam 

d) um garoto não queria assistir qualquer coisa que as garotas assistiam;
então a sua maior audiência estará entre o público masculino dos 0 aos 19 anos de idade.

## Os filmes da década de 1950
Tendo observado que os outros produtores cinematográficos ignoravam o mercado lucrativo dos drive-in para adolescentes, a AIP direcionou seus filmes para os jovens, com baixo orçamento. Foi explorada a emergente delinquência juvenil em filmes como Daddy-O, High School Hellcats, Female Jungle, Reform School Girl, Runaway Daughters e Girls in Prison.
Muito dos filmes de jovens rebeldes da AIP trouxeram a obsessão dos adolescentes por carros e corridas automobilísticas como Hot Rod Gang, Hot Rod Girl (com Chuck Connors), Road Racers, Drag Strip Girl e o misto de horror e carros de 1959 The Ghost of Dragstrip Hollow – sequência do filme de 1958 chamado Hot Rod Gang.
Outros lançamentos apresentavam números musicais de rock 'n roll como Shake, Rattle & Rock! e Rock All Night, o que foi um novo filão descoberto pela AIP. Mas a sua maior criação inovadora foram os filmes de horror adolescentes, que incluem títulos como: I Was a Teenage Werewolf (com Michael Landon), I Was a Teenage Frankenstein, e o filme de ficção científica de Roger Corman chamado Teenage Cave Man, com Robert Vaughn.
Os filmes de ficção científica e horror, a maior parte dirigida por Roger Corman, era uma especialidade da AIP, com títulos como It Conquered the World (com Peter Graves e Lee Van Cleef), The She Creature e War of the Colossal Beast.

## Década de 1960
Com o início em 1963 com o filme Beach Party que apresentou a "Turma da Praia", a AIP criou um novo gênero conhecido por filmes chamados de "Festa na Praia". Os atores Annette Funicello e Frankie Avalon se tornaram bastante conhecidos com essas películas. As grandes bilheterias inclusive gerando séries de imitadores acabaram em 1966 com a sétima aparição da "Turma da Praia", The Ghost in the Invisible Bikini. Muitos atores desses filmes de praia também apareceram em paródias das películas de espionagem lançadas pela AIP como Dr. Goldfoot and the Bikini Machine (1965) e as sagas das corridas de carros como Fireball 500 (1966) e Thunder Alley. Nessa época a AIP produziu e distribuiu a maioria dos famosos filmes de horror de Roger Corman (filmes B), incluindo os títulos  X: The Man with X-Ray Eyes, The Raven e The Terror.
Em 1966, o estúdio produziu The Wild Angels com Peter Fonda, livremente baseado na gangue de motociclistas da vida real chamada Hells Angels. O filme fez ressurgir esse subgênero e trouxe novos títulos: Devil's Angels, The Glory Stompers com Dennis Hopper e The Born Losers — que apresentaria o personagem Billy Jack. O psicodelismo e o cenário hippie do final da década de 1960 também foram explorados com The Trip, novamente com Peter Fonda, Riot on Sunset Strip, Wild in the Streets, Maryjane, Gas-s-s-s e Psych-Out com Jack Nicholson.

### American International International
Numa viagem à Itália, Arkoff se encontrou com Fulvio Lucisano, um roteirista e produtor italiano que na época era o chefe da Italian Internacional Productions, e a parceria chamada de American International International produziu 25 filmes naquele país. Importar completamente a produção era interessante aos sócios por ser mais barato do que se a mesma fosse feita nos Estados Unidos. A parceria produziu muitos filmes do subgenero giallo, espada e sandálias e de guerra, que mesclavam elencos americano e italiano, inclusive os astros das comédias de Franco Franchi e Ciccio Ingrassia. Não foram produzidos spaghetti western, contudo, talvez pelos homens da AIP lembrarem-se de seus faroestes fracassados dos anos de 1950. Muitos desses filmes foram editados, reescritos com diálogos diferentes em inglês e alguns tiveram nova trilha sonora de Les Baxter.
A AIP através de Henry G. Saperstein ficou conhecida como a maior distribuidora nos Estados Unidos dos filmes da Kadokawa Pictures e Toho Studio responsáveis por Godzilla e Gamera. A AIP distribuiu filmes de ficção científica japonesa tais como Frankenstein Conquers the World, Monster From a Prehistoric Planet e a produção sul-coreana Yonggary, Monster from the Deep bem como a animação japonesa Alakazam the Great. A AIP também lançou um suspense de espionagem japonês reformatado como comédia e co-escrito por Woody Allen e deu-lhe o título de What's Up Tiger Lily?.
O estúdio lançou versões dubladas e editadas de filmes de ficção científica vindos do Bloco Oriental, que traziam diálogos reescritos para o público americano e, em alguns casos, com cenas adicionais que incluiam atores americanos e britânicos. Dentre esses exemplares figuram  o soviético Planeta Bur (em inglês, Planet of Storms) que foi lançado pela AIP em duas versões diferentes em inglês. Outros são Voyage to the Prehistoric Planet e Voyage to the Planet of Prehistoric Women além do premiado filme tcheco de 1963 Ikarie XB-1, renomeado em inglês para Voyage to the End of the Universe.

### O Ciclo Poe de Roger Corman
No início da década de 1960, AIP investiu na combinação Roger Corman, Vincent Price e os contos de Edgar Allan Poe o que resultou numa série de filmes horror de marcante visual. A produção teve como parceira da AIP o estúdio britânico Hammer, especializado no gênero horror e que tornara conhecidos os atores Peter Cushing e Christopher Lee.
A primeira ideia, geralmente atribuída a Corman, era pegar o conto de Poe "A queda da casa de Usher", que tinha um título conhecido e os direitos autorais em domínio público e expandi-lo para um filme. Corman convenceu o Estúdio a lhe dar o orçamento suficiente para produzir o filme colorido e com cenários requintados.
O sucesso do filme House of Usher fez com que a AIP aprovasse financiamentos para outras adaptações cinematográficas das histórias de Poe. Os cenários e os efeitos especiais foram reutilizados nos filmes subsequentes (por exemplo, o telhado incendiado da mansão Usher seria visto nos outros filmes), o que diminuiu os custos. Todos os filmes da série foram dirigidos por Roger Corman e estrelados por Vincent Price exceto The Premature Burial, que teve Ray Milland como o protagonista.
Com o progresso da série, Corman tentou alterar a fórmula. Nos últimos filmes adicionou humor, especialmente em The Raven, que tem o poema homônimo de Poe como inspiração e um desenvolvimento de farsa, com os atores Price, Boris Karloff e Peter Lorre; Karloff estrelara a versão para o cinema de 1935. Corman também adaptou a história de H. P. Lovecraft "The Case of Charles Dexter Ward", em uma tentativa de variar mas a AIP alterou o título para o de um obscuro poema de Poe chamado The Haunted Palace e o promoveu como sendo uma outra adaptação para a série. O penúltimo exemplar da série, The Masque of the Red Death, foi filmado na Inglaterra. Esse filme, inspirado em O sétimo selo de Ingmar Bergman, recebeu um tratamento que lhe fez parecer mais opulento do que os do resto da série.
Apesar de Corman ser geralmente creditado como o autor da ideia da série com Poe, em uma entrevista no DVD do filme de Mario Bava Black Sabbath, Mark Damon declarou ter sido ele o primeiro a sugerir isso à Corman. Damon disse que ele o deixou dirigir The Pit and the Pendulum (1961), sem créditos. Os comentários de Corman sobre esse filme não dizem nada sobre isso e os registros da produção mostram Corman dirigindo.

### Lista dos flmes Corman-Poe
1. House of Usher (1960)
2. The Pit and the Pendulum) (1961)
3. The Premature Burial (1962)
4. Tales of Terror (1962)
5. The Raven (1963)
6. The Haunted Palace (1963)
7. The Masque of the Red Death (1964)
8. The Tomb of Ligeia (1964)

### AIP-TV
Em 1964, a AIP tornou-se um dos últimos estúdios de cinema a criar sua própria companhia produtora de televisão, a American International Productions Television (também chamada de American International Television ou AIP-TV).  A AIP-TV fez um piloto mal sucedido para  Beach Party e Sergeant Deadhead, refez como filmes de televisão de Larry Buchanan muitos títulos em branco e preto da AIP e vendeu pacotes dublados de títulos europeus, japoneses e mexicanos produzidos por K. Gordon Murray, além de séries com atores e desenhos animados (como  Príncipe Planeta). A série mais conhecida distribuída pela AIP-TV foi Sinbad Jr..
Temendo a concorrência com a televisão, a AIP só permitia a exibição de filmes anteriores a 1963 e com pelo menos cinco anos da sua exibição nos cinemas. AIP-TV promoveu especiais para os lançamentos dos filmes da AIP The Wild Weird World of Dr. Goldfoot (1965) e An Evening of Edgar Allan Poe (1972), ambos com Vincent Price.

### Gravadora AIP
A AIP começou sua própria gravadora de discos, a American International Records, em 1959 e usava seus filmes para apresentar as canções. Surgiram também álbuns de trilhas sonoras.
AIP Records era distribuidora da MGM Records e suas gravações ficaram com a MGM.

## Últimos anos
Na década de 1970, a AIP produziu alguns filmes conhecidos do subgênero blaxploitation tais como Blacula e Foxy Brown. A companhia é creditada como a descobridora de Pam Grier, o maior nome da produtora na década de 1970.
Em meados dos anos de 1970, a AIP começou a produzir filmes mais caros e diversificados tais como Bunny O'Hare, Cooley High, The Amityville Horror, Love at First Bite, Meteor, Force 10 from Navarone, Shout at the Devil, The Island of Dr. Moreau, C.H.O.M.P.S e distribuiu o filme australiano Mad Max, dublado para uma versão em inglês americano. O aumento dos custos dos projetos, mesmo com alguns produtos dando lucros, contribuíram para a falência da companhia.
Em 1979, com a aposentadoria de Arkoff, a AIP foi vendida para a Filmways, Inc. e tornou-se uma subsidiária renomeada para Filmways Pictures em 1980. A Filmways depois foi comprada pela Orion Pictures Company em 1982 e renomeada para Orion Pictures Corporation, mas manteve seu segmento distribuidor. A Orion organizou sua própria distribuidora após ter utilizado a  Warner Bros. durante algum tempo. Atualmente, a maior parte do acervo da AIP é de propriedade da companhia sucessora da Orion, a Metro-Goldwyn-Mayer. A marca American International ainda está registrada como propriedade da Orion Pictures, unidade da MGM.